# Sexe-ratio chez l'être humain
 (mai 2022).
La mise en forme du texte ne suit pas les recommandations de Wikipédia : il faut le « wikifier ».
Les points d'amélioration suivants sont les cas les plus fréquents. Le détail des points à revoir est peut-être précisé sur la page de discussion.
- Les titres sont pré-formatés par le logiciel. Ils ne sont ni en capitales, ni en gras.
- Le texte ne doit pas être écrit en capitales (les noms de famille non plus), ni en gras, ni en italique, ni en « petit »…
- Le gras n'est utilisé que pour surligner le titre de l'article dans l'introduction, une seule fois.
- L'italique est rarement utilisé : mots en langue étrangère, titres d'œuvres, noms de bateaux, etc.
- Les citations ne sont pas en italique mais en corps de texte normal. Elles sont entourées par des guillemets français : « et ».
- Les listes à puces sont à éviter, des paragraphes rédigés étant largement préférés. Les tableaux sont à réserver à la présentation de données structurées (résultats, etc.).
- Les appels de note de bas de page (petits chiffres en exposant, introduits par l'outil «  Source ») sont à placer entre la fin de phrase et le point final[comme ça].
- Les liens internes (vers d'autres articles de Wikipédia) sont à choisir avec parcimonie. Créez des liens vers des articles approfondissant le sujet. Les termes génériques sans rapport avec le sujet sont à éviter, ainsi que les répétitions de liens vers un même terme.
- Les liens externes sont à placer uniquement dans une section « Liens externes », à la fin de l'article. Ces liens sont à choisir avec parcimonie suivant les règles définies. Si un lien sert de source à l'article, son insertion dans le texte est à faire par les notes de bas de page.
- La présentation des références doit suivre les conventions bibliographiques. Il est recommandé d'utiliser les modèles {{Ouvrage}}, {{Chapitre}}, {{Article}}, {{Lien web}} et/ou {{Bibliographie}}. Le mode d'édition visuel peut mettre en forme automatiquement les références.
- Insérer une infobox (cadre d'informations à droite) n'est pas obligatoire pour parachever la mise en page.

Pour une aide détaillée, merci de consulter Aide:Wikification.
Si vous pensez que ces points ont été résolus, vous pouvez retirer ce bandeau et améliorer la mise en forme d'un autre article.

Rapport de masculinité par pays pour la population totale. Le bleu représente plus d'hommes et de garçons, le rouge plus de femmes et de filles que la moyenne mondiale de 1,01 homme/femme.

Rapport de masculinité par pays pour la population de moins de 15 ans. Le bleu représente plus de garçons, le rouge plus de filles que la moyenne mondiale de 1,07 homme/femme.

Rapport de masculinité par pays pour la population de plus de 65 ans. Le bleu représente plus d'hommes, le rouge plus de femmes que la moyenne mondiale de 0,81 homme/femme.

Le sexe-ratio chez l'être humain est le rapport hommes/femmes dans une population en anthropologie et démographie. Plus de données sont disponibles pour les humains que pour toute autre espèce, et le ratio humain selon le sexe est plus étudié que celui de toute autre espèce, mais l'interprétation de ces statistiques peut être difficile.
Comme la plupart des espèces sexuées, le sexe-ratio chez l'être humain est proche de 1:1. Chez l'être humain, le rapport naturel entre homme et femme à la naissance est légèrement biaisé en faveur du sexe masculin : il est estimé à environ 1,05  ou 1,06  ou dans une fourchette étroite de 1,03 à 1,06  mâle par femelle. Un déséquilibre entre les sexes peut survenir à la suite de divers facteurs, notamment des facteurs naturels, l'exposition aux pesticides et aux contaminants environnementaux,, les victimes de guerre, les avortements sélectifs selon le sexe, les infanticides, les féminicides, le vieillissement, et les problèmes d'enregistrement des naissances.
Le sex-ratio pour l'ensemble de la population mondiale est d'environ 101 hommes pour 100 femmes (2021 est. ). Les sex-ratios humains, soit à la naissance, soit dans l'ensemble de la population, peuvent être rapportés de quatre manières : le rapport hommes-femmes, le rapport femmes-hommes, la proportion d'hommes ou la proportion de femmes. S'il y a 108 000 hommes et 100 000 femmes, le rapport hommes/femmes est de 1,080 et la proportion d'hommes est de 51,9 %. La littérature scientifique utilise souvent la proportion d'hommes. Cet article utilise le ratio hommes-femmes, sauf indication contraire.

## Rapport naturel

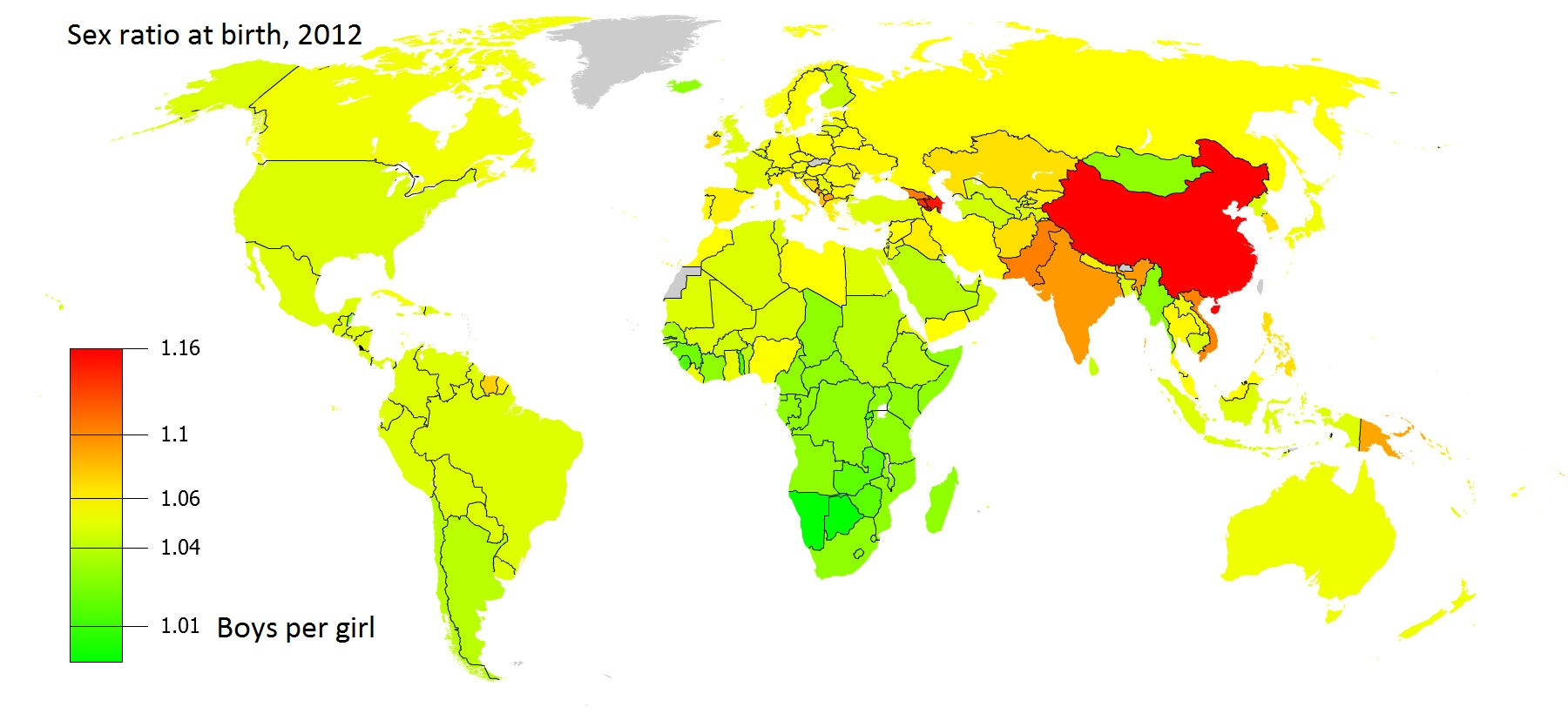
Carte mondiale des rapports de masculinité à la naissance, 2012. Gris = pas de données

Dans une étude vers 2002, le sex-ratio naturel à la naissance a été estimé dans une fourchette étroite de 1,07 à 1,03 homme/femme,. Certains chercheurs suggèrent que les pays considérés comme ayant des pratiques importantes de sélection prénatale selon le sexe sont ceux dont le sex-ratio à la naissance est de 1,08 et plus (sélection contre les femmes) et de 1,02 et moins (sélection contre les hommes). Cette hypothèse a été remise en question par certains chercheurs.
La mortalité infantile est nettement plus élevée chez les garçons que chez les filles dans la plupart des régions du monde. Cela s'explique souvent par des différences sexuelles biologiques et génétiques, les garçons étant biologiquement plus vulnérables à la mort prématurée et à la maladie,. Des études récentes ont montré que de nombreux facteurs environnementaux préconceptionnels ou prénataux affectent les probabilités qu'un bébé soit conçu de sexe masculin ou féminin. Il a été proposé que ces facteurs environnementaux expliquent également les différences de mortalité entre les sexes. Dans la plupart des populations, les hommes adultes ont tendance à avoir des taux de mortalité plus élevés que les femmes adultes du même âge (même après avoir tenu compte des causes spécifiques aux femmes telles que la mort en couches), en raison à la fois de causes naturelles telles que les crises cardiaques et les accidents vasculaires cérébraux, qui expliquent de loin la majorité des décès, ainsi que des causes violentes, telles que les homicides et les guerres. Ainsi, les femmes ont une espérance de vie plus élevée. Par exemple, aux États-Unis, en 2006, un homme adulte non âgé était 3 à 6 fois plus susceptible d'être victime d'un homicide et 2,5 à 3,5 fois plus susceptible de mourir dans un accident qu'une femme du même âge.
Aux États-Unis, les rapports de masculinité à la naissance sur la période 1970-2002 étaient de 1,05 pour la population blanche non hispanique, de 1,04 pour les Américains d'origine mexicaine, de 1,03 pour les Afro-Américains et les Indiens et de 1,07 pour les mères d'origine chinoise ou philippine. Parmi les pays d'Europe occidentale vers 2001, les ratios variaient de 1,04 en Belgique à 1,07 en Suisse, en Italie, en Irlande  et au Portugal. Dans les résultats agrégés de 56 enquêtes démographiques et sanitaires  dans les pays africains, le ratio est de 1,03, bien qu'avec des variations considérables d'un pays à l'autre.

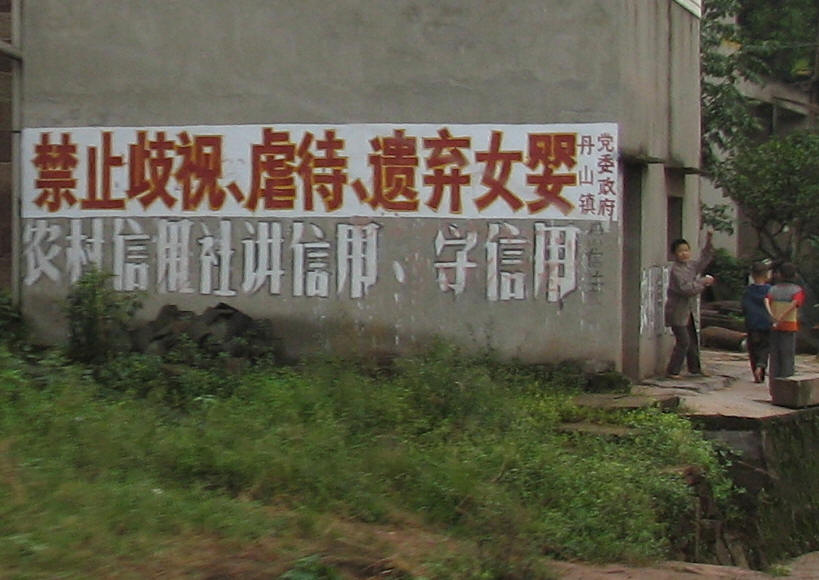
Un panneau routier dans le Sichuan rural : Il est interdit de discriminer, d'abuser ou d'abandonner les bébés filles.

Il existe une controverse quant à savoir si les rapports de masculinité en dehors de la plage de 1,03 à 1,07 sont dus à la sélection du sexe, comme le suggèrent certains chercheurs, ou à des causes naturelles. Certains chercheurs soutiennent que des facteurs socio-économiques forts tels que le système de dot en Inde et la politique de l'enfant unique en Chine sont responsables de la sélection prénatale du sexe. Dans un article largement cité, Amartya Sen a soutenu de tels points de vue. D'autres chercheurs soutiennent qu'un sex-ratio déséquilibré ne devrait pas être automatiquement considéré comme une preuve de la sélection prénatale du sexe; Michel Garenne rapporte que de nombreuses nations africaines ont, au fil des décennies, eu des sex-ratios à la naissance inférieurs à 1,00 : c'est-à-dire qu'il y a plus de filles que de garçons. L'Angola, le Botswana et la Namibie ont signalé des rapports de masculinité à la naissance compris entre 0,94 et 0,99, ce qui est assez différent du rapport de masculinité "normal" présumé, ce qui signifie que beaucoup plus de filles sont nées dans ces sociétés.
Dans une étude approfondie, réalisée vers 2005, sur le sex-ratio à la naissance aux États-Unis à partir de 1940 sur 62 ans, les preuves statistiques suggèrent ce qui suit :
- Pour les mères ayant leur premier bébé, le rapport de masculinité total à la naissance était de 1,06 dans l'ensemble, avec certaines années à 1,07.
- Pour les mères ayant des bébés après le premier, ce ratio diminuait systématiquement avec chaque bébé supplémentaire de 1,07 à 1,03.
- L'âge de la mère a affecté le ratio:
  - le ratio global était de 1,05 pour les mères âgées de 25 à 35 ans au moment de la naissance.
  - les mères de moins de 15 ans ou de plus de 40 ans ont eu des bébés avec un sex-ratio compris entre 0,94 et 1,11 et un sex-ratio total de 1,05.

## Facteurs affectant le sex-ratio humain

### Le principe de Fisher
Le principe de Fisher est une théorie évolutionniste un temps défendue par Darwin puis décrite par Ronald Fisher dans son livre de 1930, The Genetical Theory Of Natural Selection. Il y explique que le sex-ratio de la plupart des espèces est d'environ 1:1 afin d'égaliser les dépenses parentales, les mâles mourant plus que les femelles en bas-âge. Essentiellement, il soutient que le rapport 1: 1 est la stratégie évolutivement stable[réf. nécessaire].

### Facteurs naturels
Les facteurs naturels qui affectent le sex-ratio humain sont un domaine actif de la recherche scientifique. Plus de mille articles ont été publiés dans diverses revues. Deux des revues souvent citées d'études scientifiques sur le sex-ratio humain sont de WH James,. Les études scientifiques sont basées sur de nombreux registres de naissances et de décès en Afrique, dans les Amériques, en Asie, en Australie et en Europe. Quelques-unes de ces études s'étendent sur plus de cent ans de données annuelles sur le sex-ratio humain pour certains pays. Ces études suggèrent que le sex-ratio humain, tant à la naissance qu'à mesure qu'une population mûrit, peut varier considérablement en fonction d'un grand nombre de facteurs, tels que l'âge paternel, l'âge maternel, les naissances multiples, le rang de naissance, les semaines de gestation, la race, la santé des parents. l'histoire et le stress psychologique des parents. Il est remarquable de constater que les tendances du rapport de masculinité ne sont pas cohérentes entre les pays à un moment donné, ou au fil du temps pour un pays donné. Dans les pays économiquement développés, ainsi que dans les pays en développement, ces études scientifiques ont révélé que le rapport de masculinité à la naissance a historiquement varié entre 0,94 et 1,15 pour des raisons naturelles.
Dans un article scientifique publié en 2008, James déclare que les hypothèses conventionnelles ont été :
- il y a un nombre égal de chromosomes X et Y dans le sperme des mammifères
- X et Y ont des chances égales de concevoir
- donc un nombre égal de zygotes mâles et femelles sont formés
- par conséquent, toute variation du sex-ratio à la naissance est due à la sélection du sexe entre la conception et la naissance.

James prévient que les preuves scientifiques disponibles vont à l'encontre des hypothèses et conclusions ci-dessus. Il signale qu'il y a un excès de mâles à la naissance dans presque toutes les populations humaines, et que le rapport sexuel naturel à la naissance se situe généralement entre 1,02 et 1,08. Toutefois, le rapport peut s'écarter sensiblement de cette fourchette pour des raisons naturelles.
Un article scientifique de 1999 publié par Jacobsen a rapporté le sex-ratio pour 815 891 enfants nés au Danemark entre 1980 et 1993. Ils ont étudié les registres des naissances afin d'identifier les effets des naissances multiples, de l'ordre de naissance, de l'âge des parents et du sexe des frères et sœurs précédents sur la proportion de garçons en utilisant des tableaux de contingence, des tests de chi carré et des analyses de régression. Le sex-ratio secondaire diminuait avec l'augmentation du nombre d'enfants par naissance plurielle et avec l'âge du père, alors qu'aucun effet indépendant significatif n'a été observé pour l'âge maternel, l'ordre de naissance ou d'autres facteurs naturels.
Un article de recherche de 2009 publié par Branum et al. rapporte le sex-ratio dérivé des données des registres de naissance des États-Unis sur une période de vingt-cinq ans (1981-2006). Cet article rapporte que le rapport de masculinité à la naissance pour le groupe ethnique blanc aux États-Unis était de 1,04 lorsque l'âge gestationnel était de 33-36 semaines, mais de 1,15 pour les âges gestationnels de moins de 28 semaines, de 28-32 semaines et de 37 semaines ou plus. Cette étude a également révélé que les rapports de masculinité à la naissance aux États-Unis, entre 1981 et 2006, étaient inférieurs dans les groupes ethniques noirs et hispaniques par rapport au groupe ethnique blanc non hispanique.
La relation entre les facteurs naturels et le rapport de masculinité à la naissance, et avec le vieillissement, reste un domaine actif de la recherche scientifique.

### Facteurs environnementaux

#### Effets du changement climatique
Divers scientifiques se sont penchés sur la question de savoir si le rapport de masculinité des naissances humaines a été historiquement affecté par des facteurs de stress environnementaux tels que le changement climatique et le réchauffement de la planète. Plusieurs études montrent qu'une température élevée augmente la proportion de naissances masculines, mais les raisons de ce phénomène sont contestées. Catalano et al. signalent que le temps froid est un facteur de stress environnemental et que les femmes soumises à un temps plus froid avortent des fœtus mâles fragiles en plus grande proportion, ce qui réduit les rapports de masculinité à la naissance. Mais les facteurs de stress du temps froid prolongent également la longévité des hommes, augmentant ainsi le sex-ratio humain à des âges plus avancés. L'équipe de Catalano constate qu'une augmentation de 1 °C de la température annuelle permet de prévoir un mâle de plus que prévu pour mille femelles nées dans une année.
Hellé et al. ont étudié 138 années de données sur le sex-ratio à la naissance humaine, de 1865 à 2003. Ils trouvent un excès accru de naissances masculines pendant les périodes de stress exogène (Seconde Guerre mondiale) et pendant les années chaudes. Au cours de la période la plus chaude des 138 années, le rapport de masculinité à la naissance a culminé à environ 1,08 en Europe du Nord. L'augmentation du sex-ratio pour une augmentation de 1 °C de la température était approximativement la même que le résultat de l'équipe de Catalano.

#### Effets de l'environnement de gestation
Les causes de stress pendant la gestation, telles que la malnutrition maternelle  semblent généralement augmenter la mortalité fœtale, en particulier chez les hommes, entraînant un ratio garçon/fille plus faible à la naissance. En outre, on pense qu'une incidence plus élevée du virus de l'hépatite B dans les populations augmente le rapport hommes-femmes, tandis que certains risques sanitaires environnementaux inexpliqués auraient l'effet inverse.
Les effets de l'environnement gestationnel sur le sex-ratio humain sont compliqués et peu clairs, avec de nombreux rapports contradictoires. Par exemple, Oster et al. ont examiné un ensemble de données de 67 000 naissances en Chine, dont 15 % étaient porteurs de l'hépatite B. Ils n'ont trouvé aucun effet sur le sex-ratio à la naissance de la présence d'hépatite B chez les mères ou les pères.

#### Effets de la pollution chimique

Une comparaison des structures de l'hormone naturelle estradiol (à gauche) et de l'un des nonyl-phénols (à droite), un perturbateur endocrinien

Une enquête réalisée en 2007 par le programme de surveillance et d'évaluation de l'Arctique a noté des rapports de masculinité anormalement bas dans les villages arctiques russes et les villages inuits du Groenland et du Canada, et a attribué ce déséquilibre à des niveaux élevés de perturbateurs endocriniens dans le sang des habitants, notamment les BPC et le DDT. On pense que ces produits chimiques se sont accumulés dans les tissus des poissons et des animaux qui constituent l'essentiel de l'alimentation de ces populations. Cependant, comme indiqué dans la section Facteurs sociaux ci-dessous, il est important d'exclure les explications alternatives, y compris les explications sociales, lors de l'examen de grandes populations humaines dont la composition par ethnie et race peut changer.
Un rapport de 2008 fournit des preuves supplémentaires des effets des produits chimiques féminisants sur le développement des mâles dans chaque classe d'espèces de vertébrés en tant que phénomène mondial, pouvant entraîner une baisse du sex-ratio chez l'homme et une baisse du nombre et de la qualité de spermatozoïdes. Sur plus de 100 000 produits chimiques récemment introduits, 99 % sont mal réglementés.
D'autres facteurs qui pourraient éventuellement affecter le sex-ratio comprennent:
- Le statut social de la mère, connu pour être un facteur influant sur le sex-ratio de certains animaux comme le porc [36] mais apparemment pas chez l'homme[37].
- Si la mère a un partenaire ou un autre réseau de soutien[38], bien que cette corrélation soit largement considérée[Par qui ?] comme étant le résultat d'un troisième facteur inconnu.
- Latitude, avec des pays proches de l'équateur produisant plus de femmes que proches des pôles[39].

D'autres études scientifiques suggèrent que les effets de l'environnement sur le rapport de masculinité à la naissance sont soit limités, soit mal compris. Par exemple, un document de recherche publié en 1999, par des scientifiques de l'Institut national de santé publique de Finlande, fait état de l'effet des produits chimiques environnementaux et de l'évolution du rapport de masculinité sur 250 ans en Finlande. Cette équipe scientifique a évalué si les données finlandaises à long terme sont compatibles avec l'hypothèse selon laquelle la diminution du rapport entre les naissances masculines et féminines dans les pays industriels est due à des facteurs environnementaux. Ils ont analysé le sex-ratio des naissances à partir des fichiers de Statistics Finland et de toutes les naissances vivantes en Finlande de 1751 à 1997. Ils ont constaté une augmentation de la proportion de mâles de 1751 à 1920 ; cette augmentation a été suivie d'une diminution et interrompue par des pics de naissances de mâles pendant et après la Première et la Deuxième Guerre mondiale. Aucun des facteurs naturels tels que l'âge paternel, l'âge maternel, la différence d'âge des parents, l'ordre des naissances n'a pu expliquer les tendances temporelles. Les scientifiques ont constaté que le pic du ratio masculin précède la période d'industrialisation ou l'introduction de pesticides ou de médicaments hormonaux, ce qui rend peu probable une association causale entre les produits chimiques environnementaux et le ratio sexuel humain à la naissance. En outre, ces scientifiques affirment que les tendances qu'ils ont constatées en Finlande sont similaires à celles observées dans d'autres pays où la pollution est pire et où l'utilisation de pesticides est beaucoup plus importante.
Certaines études ont montré que certains types de pollution de l'environnement, en particulier les dioxines, entraînent des taux plus élevés de naissances féminines.

### Facteurs sociaux

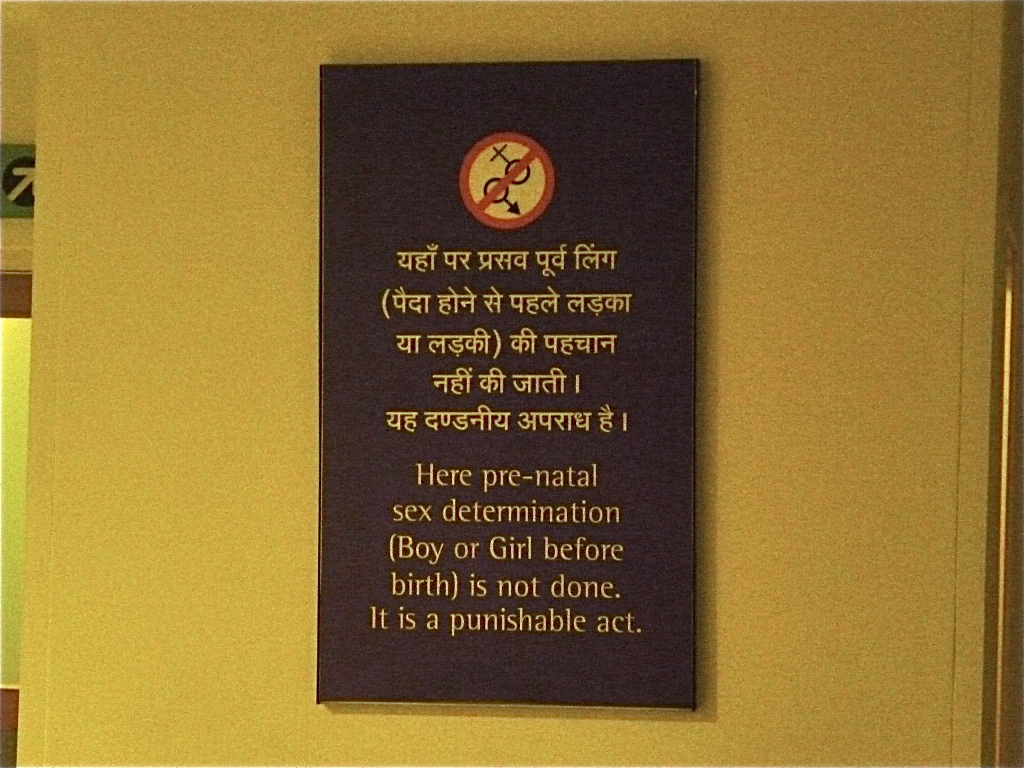
Panneau dans un hôpital indien indiquant que la détermination prénatale du sexe n'y est pas pratiquée et qu'elle est illégale.

On pense que l'avortement sélectif selon le sexe et l'infanticide faussent considérablement le ratio naturel dans certaines populations, comme la Chine, où l'introduction de l'échographie à la fin des années 1980 a conduit à un sex-ratio à la naissance (hommes/femmes) de 1,181 (2010 données de recensement pour la Chine). Le recensement indien de 2011 rapporte le sex-ratio de l'Inde dans la tranche d'âge de 0 à 6 ans à 1,088. Les rapports de masculinité à la naissance de 2011 pour la Chine et l'Inde sont nettement supérieurs au rapport moyen enregistré aux États-Unis de 1940 à 2002 (1,051) ; cependant, leurs rapports de masculinité à la naissance se situent dans la fourchette de 0,98 à 1,14 observée aux États-Unis pour des groupes ethniques importants au cours de la même période:10. Outre les pays asiatiques, un certain nombre de pays d'Europe, du Moyen-Orient et d'Amérique latine ont récemment signalé des rapports de masculinité à la naissance élevés, de l'ordre de 1,06 à 1,14. Selon certains, des rapports de masculinité élevés à la naissance pourraient être dus en partie à des facteurs sociaux.
Les rapports de masculinité déclarés à la naissance, en dehors de la fourchette typique de 1,03 à 1,07, appellent donc une explication quelconque.
Une autre hypothèse a été inspirée par les rapports de masculinité à la naissance élevés et persistants observés récemment en Géorgie et en Arménie – deux sociétés à prédominance chrétienne orthodoxe – et en Azerbaïdjan, une société à prédominance musulmane. Depuis leur indépendance de l'Union soviétique, le rapport de masculinité à la naissance dans ces pays du Caucase a fortement augmenté et se situe entre 1,11 et 1,20, soit parmi les plus élevés du monde. Mesle et al. considèrent l'hypothèse que le rapport de masculinité élevé à la naissance peut être dû à la tendance sociale de plus de deux enfants par famille, et que l'ordre des naissances peut affecter le rapport de masculinité dans cette région du monde. Ils envisagent également l'hypothèse selon laquelle les fils sont préférés dans ces pays du Caucase, la propagation des scanners et la pratique de l'avortement sélectif en fonction du sexe ; toutefois, les scientifiques admettent qu'ils n'ont pas de preuve définitive que l'avortement sélectif en fonction du sexe existe réellement ou qu'il n'y a pas de raisons naturelles à la persistance d'un rapport de masculinité élevé à la naissance.
À titre d'exemple de la façon dont la composition sociale d'une population humaine peut produire des changements inhabituels dans les rapports de masculinité, dans une étude menée dans plusieurs comtés de Californie où l'on avait observé une baisse des rapports de masculinité, Smith et Von Behren observent : « Dans les données brutes, la proportion de naissances masculines est effectivement en baisse. Cependant, au cours de cette période, il y a également eu des changements dans les données démographiques qui influencent le rapport de masculinité. En contrôlant l'ordre de naissance, l'âge des parents et la race/ethnie, des tendances différentes sont apparues. Les naissances de Blancs (qui représentent plus de 80%) ont continué d'afficher une baisse statistiquement significative, tandis que d'autres groupes raciaux ont affiché des baisses non statistiquement significatives (Japonais, Amérindiens, autres), peu ou pas de changement (Noirs), ou une augmentation (Chinois). Enfin, lorsque les naissances blanches ont été divisées en hispaniques et non-hispaniques (possible depuis 1982), on a constaté que les deux sous-groupes blancs suggèrent une augmentation des naissances masculines. » Ils ont conclu « que le déclin des naissances masculines en Californie est largement attribuable aux changements démographiques ».

#### Effets de la guerre
L'augmentation du ratio des naissances masculines pendant et après une guerre est appelée l'effet du soldat de retour. Il n'y a toujours pas d'explication claire à sa mécanique.

#### Mariage précoce et âge des parents
Plusieurs études ont examiné les données sur le sex-ratio à la naissance pour déterminer s'il existe une relation naturelle entre l'âge de la mère ou du père et le sex-ratio à la naissance. Par exemple, Ruder a étudié 1,67 million de naissances dans trente-trois États des États-Unis pour étudier l'effet de l'âge des parents sur les rapports de masculinité à la naissance. De même, Jacobsen et al. ont étudié 0,82 million de naissances au Danemark avec le même objectif. Ces scientifiques constatent que l'âge maternel n'a pas de rôle statistiquement significatif sur le sex-ratio à la naissance humaine. Cependant, ils rapportent un effet significatif de l'âge paternel. Beaucoup plus de bébés de sexe masculin sont nés pour mille bébés de sexe féminin de pères plus jeunes que de pères plus âgés. Ces études suggèrent que des facteurs sociaux tels que le mariage précoce et les hommes qui engendrent leurs enfants jeunes peuvent jouer un rôle dans l'augmentation des rapports de masculinité à la naissance dans certaines sociétés.

#### Sources de données et problèmes de qualité des données
Les rapports de masculinité déclarés à la naissance pour certaines populations humaines peuvent être influencés non seulement par les préférences culturelles et les pratiques sociales qui favorisent la naissance ou la survie d'un sexe par rapport à l'autre, mais aussi par des déclarations ou des enregistrements incomplets ou inexacts des naissances ou de la survie des nourrissons.[réf. nécessaire] Même ce qui constitue une naissance vivante ou un décès infantile peut varier d'une population à l'autre. Par exemple, pendant la majeure partie du 20e siècle en Russie (et en Union soviétique ), les nouveau-nés extrêmement prématurés (moins de vingt-huit semaines d'âge gestationnel, ou moins de 1 000 g ou mesurant moins de 35 cm) n'étaient pas comptés comme une naissance vivante avant d'avoir survécu 7 jours; et si ce nourrisson mourait au cours de ces 168 premières heures, il ne serait pas compté comme un décès infantile. Cela a conduit à une grave sous-déclaration du taux de mortalité infantile (de 22% à 25%) par rapport aux normes recommandées par l'Organisation mondiale de la santé.

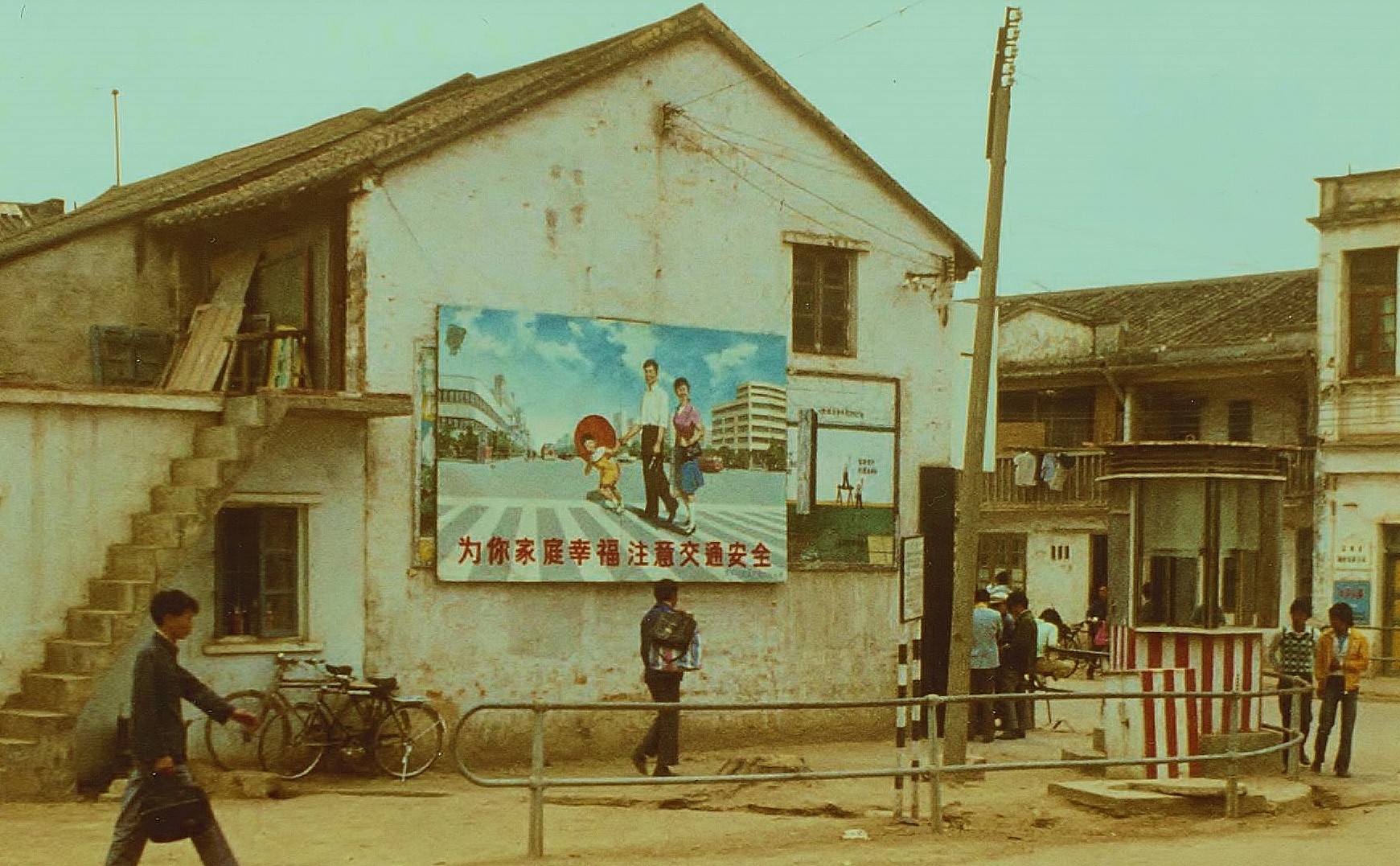
Une affiche de 1982 montrant une famille chinoise avec un enfant

Lorsque des rapports de masculinité inhabituels à la naissance (ou à tout autre âge) sont observés, il est important de considérer les déclarations erronées, les enregistrements erronés ou le sous-enregistrement des naissances ou des décès comme des raisons possibles. Certains chercheurs ont en partie attribué les rapports de masculinité élevés entre hommes et femmes signalés en Chine continentale au cours des vingt-cinq dernières années à la sous-déclaration des naissances de filles après la mise en œuvre de la politique de l'enfant unique, bien que des explications alternatives soient désormais généralement plus largement acceptées., y compris surtout l'utilisation de la technologie des ultrasons et l'avortement sexo-sélectif des fœtus féminins et, probablement dans une mesure plus limitée, la négligence ou, dans certains cas, l'infanticide des femelles. Dans le cas de la Chine, en raison des lacunes du système d'enregistrement des statistiques de l'état civil, les études des rapports de masculinité à la naissance se sont appuyées soit sur des enquêtes spéciales sur la fécondité, dont l'exactitude dépend de la déclaration complète des naissances et de la survie des enfants de sexe masculin et féminin, soit sur le recensement national de la population à partir duquel les taux de natalité et les taux de mortalité sont calculés à partir des déclarations des ménages sur les naissances et les décès au cours des 18 mois précédant le recensement. Dans la mesure où cette sous-déclaration des naissances ou des décès est sélective selon le sexe, les enquêtes sur la fécondité et les recensements peuvent refléter de manière inexacte les rapports de masculinité réels à la naissance.

### Facteurs économiques
Catalano a examiné l'hypothèse selon laquelle le stress démographique induit par une économie en déclin réduit le sex-ratio humain. Il a comparé le sex-ratio en Allemagne de l'Est et de l'Ouest pour les années 1946 à 1999, avec des populations génétiquement similaires. La théorie des facteurs de stress démographique prédit que le sex-ratio est-allemand aurait dû être plus faible en 1991, lorsque l'économie de l'Allemagne de l'Est s'est effondrée que prévu par rapport aux années précédentes. En outre, la théorie suggère que les rapports de masculinité à la naissance en Allemagne de l'Est devraient généralement être inférieurs au rapport de masculinité observé en Allemagne de l'Ouest pour les mêmes années, au fil du temps. Selon l'étude de Catalano, les données sur le sex-ratio à la naissance de l'Allemagne de l'Est et de l'Allemagne de l'Ouest sur 45 ans soutiennent l'hypothèse. Le sex-ratio en Allemagne de l'Est était également à son plus bas en 1991. Selon l'étude de Catalano, en supposant que les femmes d'Allemagne de l'Est n'aient pas choisi d'avorter plus d'hommes que de femmes, la meilleure hypothèse est qu'une économie en effondrement réduit le rapport de masculinité à la naissance, tandis qu'une économie en plein essor augmente le rapport de masculinité à la naissance. Catalano note que ces tendances peuvent être liées à la tendance observée des incidences élevées de très faible poids à la naissance dues au stress maternel, dans certaines circonstances macroéconomiques.

### Autres facteurs gestationnels
Un groupe de recherche dirigé par Ein-Mor a rapporté que le sex-ratio ne semble pas changer de manière significative avec l'âge maternel ou paternel. Ni la gravidité ni la parité ne semblent affecter le ratio homme-femme. Cependant, il existe une association significative entre le sex-ratio et la durée de la gestation. Ces conclusions Ein-mor ont été contestées. Par exemple, James a suggéré  que les résultats d'Ein-Mor sont basés sur certaines variables démographiques et un petit ensemble de données, une étude plus large des variables et un ensemble de population plus large suggère que le sex-ratio humain montre une variation substantielle pour diverses raisons et différents effets de tendance de la longueur de gestation que ceux rapportés par Ein-Mor. Dans une autre étude, James a émis l'hypothèse que les sex-ratios humains, et les sex-ratios des mammifères en général, sont causalement liés aux niveaux d'hormones des deux parents au moment de la conception. Cette hypothèse doit encore être testée et prouvée vraie ou fausse sur de grands ensembles de population.

## Déséquilibre entre les sexes

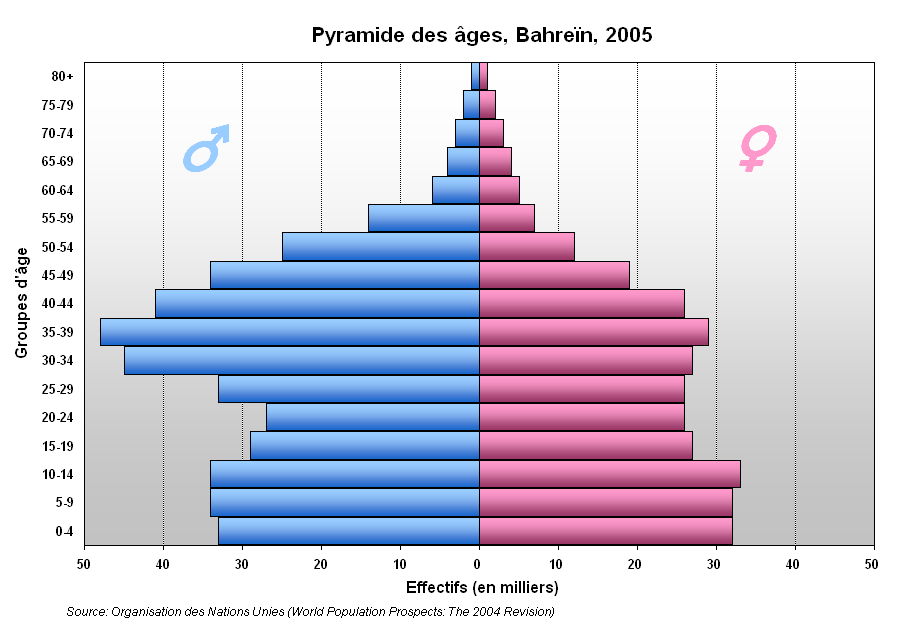
Déséquilibre entre les sexes à Bahreïn causé par des politiques qui restreignent les épouses et les enfants de travailleurs immigrés

Le déséquilibre entre les sexes est une disparité entre les hommes et les femmes dans une population. Comme indiqué ci-dessus, les hommes dépassent généralement les femmes à la naissance, mais connaissent par la suite des taux de mortalité différents en raison de nombreuses causes possibles telles que les taux de mortalité naturelle différentiels, les pertes de guerre et le contrôle délibéré du sexe.
Selon Nicholas Kristof et Sheryl WuDunn, deux journalistes lauréats du prix Pulitzer pour le New York Times, la violence à l'égard des femmes est à l'origine de déséquilibres entre les sexes dans de nombreux pays en développement. Ils détaillent l'infanticide sélectif selon le sexe dans le monde en développement, en particulier en Chine, en Inde et au Pakistan.
Généralement, les pays présentant des déséquilibres entre les sexes ont trois caractéristiques en commun. Le premier est une baisse rapide de la fécondité, soit en raison de la préférence pour les familles plus petites, soit pour se conformer aux mesures de contrôle de la population de leur pays. Deuxièmement, les femmes subissent des pressions pour donner naissance à des garçons, souvent en raison de préférences culturelles pour les héritiers mâles. Troisièmement, les familles ont largement accès à la technologie pour avorter sélectivement les fœtus féminins.
En tant que mesure contribuant au déséquilibre entre les sexes dans les pays en développement, la meilleure estimation de Kristof et WuDunn  est qu'une fille en Inde, âgée de 1 à 5 ans, meurt de discrimination toutes les quatre minutes (132 000 décès par an) ; que 39 000 filles en Chine meurent chaque année, au cours de la première année de vie, parce que les parents n'ont pas donné aux filles les mêmes soins médicaux et la même attention que les garçons. Les auteurs décrivent une discrimination sexuelle et des féminicides similaires au Congo, au Kenya, au Pakistan, en Irak, à Bahreïn, en Thaïlande et dans de nombreux autres pays en développement.
Certains des facteurs suggérés comme causes du déséquilibre entre les sexes sont l'avortement sélectif selon le sexe et l'infanticide, la migration à grande échelle et les facteurs comportementaux statistiquement liés au sexe, tels que la consommation excessive d'alcool et la violence. Le déséquilibre entre les sexes peut entraîner une menace de troubles sociaux, en particulier dans le cas d'un excès de jeunes hommes de statut inférieur incapables de trouver des épouses  et recrutés au service de factions politiques militaristes. Des facteurs économiques tels que les industries à majorité masculine et des activités telles que la pétrochimie, l'agriculture, l'ingénierie, l'armée et la technologie ont également créé un déséquilibre entre les sexes dans certains domaines dépendant de l'une de ces industries.
Une étude  a révélé que le sex-ratio hommes-femmes dans l'État allemand de Bavière était tombé à 0,60 après la fin de la Seconde Guerre mondiale pour la tranche d'âge la plus gravement touchée (ceux âgés de 21 à 23 ans en 1946 ). Cette même étude a révélé que les naissances hors mariage sont passées d'environ 10 à 15% pendant l'entre-deux-guerres à 22% à la fin de la guerre. Cette augmentation des naissances hors mariage a été attribuée à une modification du marché matrimonial causée par la baisse du rapport de masculinité.

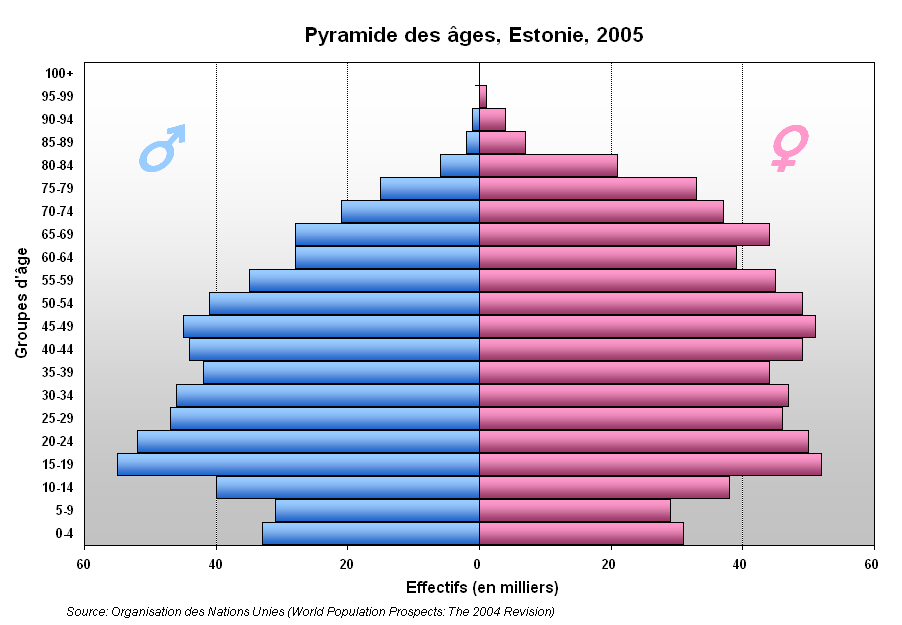
Déséquilibre entre les sexes en Estonie

Les îles Mariannes du Nord ont le ratio féminin le plus élevé avec 0,77 homme par femme. Le Qatar a le ratio masculin le plus élevé, avec 2,87 hommes/femmes. Pour le groupe des moins de 15 ans, la Sierra Leone a le ratio féminin le plus élevé avec 0,96 homme/femme, et la république de Géorgie et la république populaire de Chine sont ex æquo pour le ratio masculin le plus élevé avec 1,13 homme/femme (selon l'étude 2006 CIA World Factbook ).
La valeur pour l'ensemble de la population mondiale est de 1,01 homme/femme, avec 1,07 à la naissance, 1,06 pour les moins de 15 ans, 1,02 pour les 15 à 64 ans et 0,78 pour les plus de 65 ans.
Les membres du « Premier monde » du G7 ont tous un sex-ratio de l'ordre de 0,95-0,98 pour la population totale, de 1,05-1,07 à la naissance, de 1,05-1,06 pour le groupe des moins de 15 ans, de 1,00-1,04 pour le groupe des 15 ans –64, et de 0,70 à 0,75 pour les plus de 65 ans.
Les pays de la péninsule arabique ont tendance à avoir un ratio « naturel » d'environ 1,05 à la naissance, mais un ratio très élevé d'hommes pour les plus de 65 ans (Arabie saoudite 1,13, Émirats arabes 2,73, Qatar 2,84), indiquant soit un taux de mortalité supérieur à la moyenne pour les femmes ou une mortalité inférieure à la moyenne pour les hommes, ou, plus probablement dans ce cas, une importante population de travailleurs invités masculins vieillissants.[réf. nécessaire] À l'inverse, les pays d'Europe du Nord et de l'Est (Pays baltes, Biélorussie, Ukraine, Russie) ont tendance à avoir un ratio « normal » à la naissance mais un ratio très faible d'hommes parmi les plus de 65 ans (Russie 0,46, Lettonie 0,48, Ukraine 0,52); de même, l'Arménie a un ratio masculin à la naissance bien supérieur à la moyenne (1,17) et un ratio masculin inférieur à la moyenne au-dessus de 65 ans (0,67). Cet effet peut être causé par l'émigration et une mortalité masculine plus élevée en raison d'un nombre plus élevé de décès à l'époque soviétique; il peut également être lié à l'énorme taux d'alcoolisme (selon les normes occidentales) dans les anciens États soviétiques.[réf. nécessaire] Un autre facteur contributif possible est une population vieillissante, avec une proportion plus élevée que la normale de personnes relativement âgées : nous rappelons qu'en raison de taux de mortalité différentiels plus élevés, le rapport hommes-femmes diminue pour chaque année d'âge.
Dans la biologie évolutive de la reproduction sexuée, le sex-ratio opérationnel (OSR) est le rapport entre les mâles en compétition sexuelle qui sont prêts à s'accoupler et les femelles en compétition sexuelle qui sont prêtes à s'accoupler,,, ou alternativement le local rapport entre les femelles fécondables et les mâles sexuellement actifs à un moment donné. Ceci est différent du sex-ratio physique car il ne prend pas en compte les individus sexuellement inactifs ou non compétitifs (individus qui ne se disputent pas de partenaires). Parfois, les régions avec un sex-ratio hommes-femmes élevé, par ex. Alaska, ont montré une corrélation avec un taux plus élevé de viols signalés.

## Conséquences d'un sex-ratio élevé

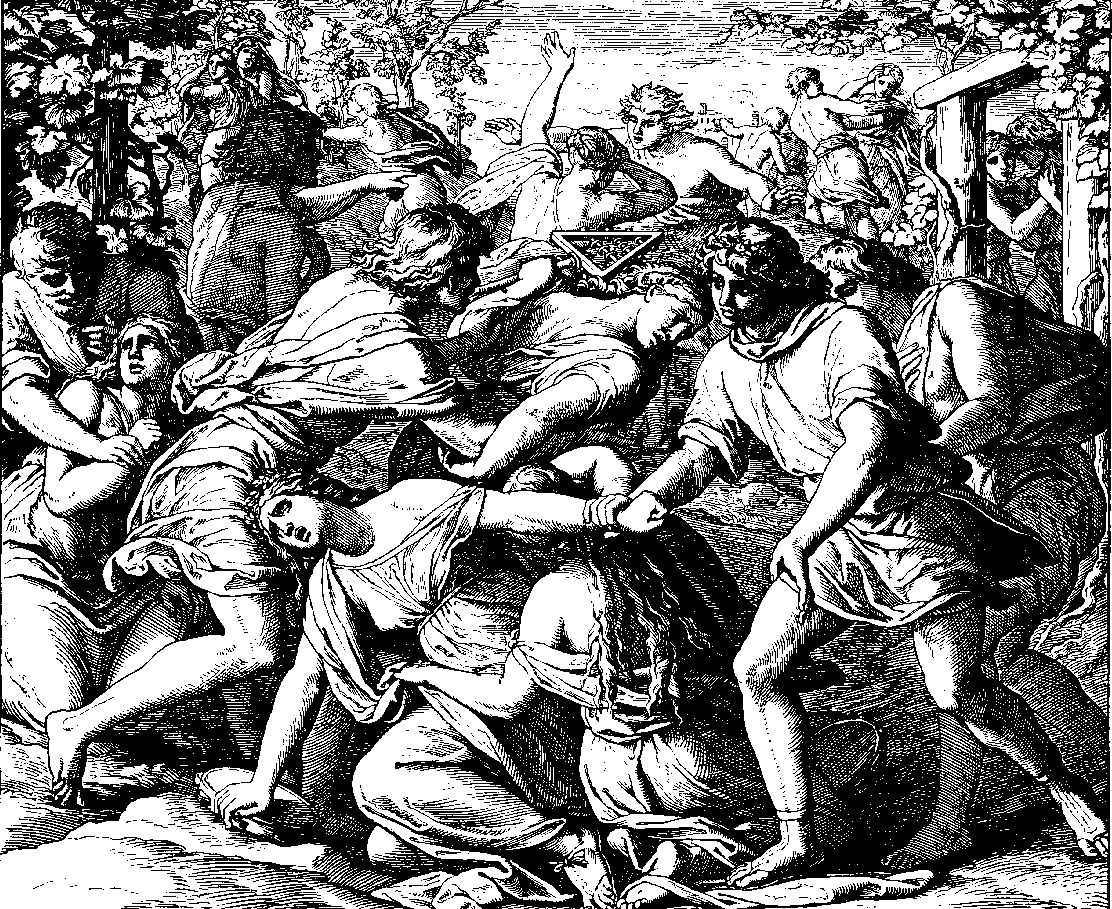
Les Benjaminites saisissent des épouses de Shiloh dans cette gravure sur bois de 1860 de Julius Schnorr von Karolsfeld. Il n'y avait pas assez de femmes disponibles pour le mariage en raison des pertes élevées lors de la bataille de Gibeah.

Il existe plusieurs conséquences sociales d'un rapport de masculinité déséquilibré. Elle peut également devenir un facteur d'effondrement sociétal et démographique. Par exemple, la population indigène de Cusco au Pérou au moment de la conquête espagnole était stressée par un déséquilibre du sex-ratio entre hommes et femmes. Gary Becker, Shoshana Grossbard-Shechtman,, et Marcia Guttentag et Paul Secord ont lancé des analyses de la façon dont les déséquilibres du sex-ratio affectent la consommation personnelle et la distribution au sein du ménage. Des ratios élevés d'hommes ont un effet positif sur la fécondité conjugale et la part des femmes dans la consommation des ménages et des effets négatifs sur la cohabitation hors mariage, la fécondité et l'offre de travail des femmes. Il a été démontré que la variation du sex-ratio dans le temps est inversement proportionnelle à l'offre de travail des femmes mariées aux États-Unis ,

## Histoire
Le sex-ratio humain à la naissance est un objet d'étude depuis le début de l'histoire des statistiques, car il est facilement enregistré et en grand nombre pour des populations suffisamment importantes. Un des premiers chercheurs était John Arbuthnot (1710),, qui, en termes modernes, effectuait des tests d'hypothèses statistiques, calculait la valeur p (via un test des signes), l'interprétait comme une signification statistique et a rejeté l'hypothèse nulle. Ceci est crédité comme "… la première utilisation de tests de signification …"  le premier exemple de raisonnement sur la signification statistique et la certitude morale, et "… peut-être le premier rapport publié d'un test non paramétrique …". Le sexe humain à la naissance a également été analysé et utilisé comme exemple par Jacob Bernoulli Ars Conjectandi (1713), où un sex-ratio inégal est un exemple naturel d'un essai de Bernoulli avec des cotes inégales. Willem's Gravesande (1774) l'a également étudié. Pierre-Simon Laplace (1778) a utilisé le sex-ratio humain comme exemple dans son développement de la théorie des probabilités. Il a examiné les statistiques de près d'un demi-million de naissances; les statistiques montraient un excès de garçons par rapport aux filles,. Il a conclu par le calcul d'une valeur p que l'excès était un effet réel, mais inexpliqué.